# دلوینو (استان کرجالی)
دلوینو (به بلغاری: Delvino) یک منطقهٔ مسکونی در بلغارستان است که در شهرستان کیرکوفو واقع شده‌است.